# Talaia des Puput
La talaia des Puput és un jaciment arqueològic situat a la possessió de Cas Frares, al municipi de Llucmajor, Mallorca.
És un jaciment molt arrasat i dispers, en el qual destaca un talaiot de planta circular amb una altura aproximada als 4 m i una estructura de planta circular distant uns 50 metres del talaiot. Cap al nord, el jaciment consisteix en diverses estructures disperses aquí i allà, només algunes pedres disposades de dues en dues o de tres en tres i sempre enrevoltades de molta pedra petita. No s'ha trobat ceràmica en superfície. Cap al nord, el jaciment toca el poblat murat de Cas Frares del qual formava part.